# Föreningsdemokrati
Föreningsdemokrati är en viktig del av föreningars funktionssätt.
Föreningsdemokrati innebär att föreningens medlemmar styr föreningen genom röstning. Demokratin i föreningen utövas främst genom en föreningsstämma, som i de flesta föreningar hålls en gång om året.
Varje medlems röst vid stämman väger då lika tungt. Detta skiljer föreningar från exempelvis aktiebolag, där personer med stort ägande också har fler röster på aktiebolagets bolagsstämma.
Demokratin i föreningen utövas även genom att medlemmarna har rätt att lämna in motioner till föreningens styrelse, och genom att föreningens medlemmar har rätt att ställa sig till förfogande för olika uppdrag inom föreningen, exempelvis styrelseuppdrag. Det är föreningens stämma som utser föreningens styrelse.
Andra grundläggande ting i föreningsdemokratin är att ha en valberedning, att föra mötesprotokoll och att ha en föreningsrevisor.